# 렌소 사라비아
렌소 사라비아(스페인어: Renzo Saravia, 1993년 6월 16일 ~ )는 아르헨티나의 축구 선수이다. 포지션은 라이트 백이며, 현재 브라질 캄페오나투 브라질레이루 세리이 A의 아틀레치쿠 미네이루에서 활동하고 있다.

## 클럽 경력
벨그라노 유스 팀 출신이며 2013년에 벨그라노 성인 팀으로 승격되면서 아르헨티나 프리메라 디비시온 무대에 데뷔했다. 2017년부터 2019년까지 라싱에 임대되었고 2019년 6월에 포르투갈 프리메이라리가 소속 축구 클럽인 포르투와 4년 계약을 체결했다.

## 국가대표 경력
2018년 9월 8일에 열린 과테말라와의 친선 경기에 처음 출전하면서 아르헨티나 축구 국가대표팀 선수로 데뷔했으며 2019년 코파 아메리카에 참가했다.